# Geoffrey Mason
Geoffrey Mason (n. 13 mai 1902, Pennsylvania, SUA – d. 5 ianuarie 1987, East Providence⁠(d), Rhode Island, SUA) a fost un bober ce a reprezentat Statele Unite ale Americii, medaliat olimpic. A participat la o ediție a Jocurilor Olimpice (1928) în care a câștigat o medalie de aur.

## Participări
Lista de mai jos prezintă principalele competiții la care a participat Geoffrey Mason de-a lungul carierei.
- Olympische Winterspiele 1928/Bob[*]